# Agon (évêque de Poitiers)
Agon est l'un des tout premiers évêques de Poitiers vers le IIIe siècle, et le plus ancien à l'existence historique certaine. Il est traditionnellement reconnu comme saint par l'Église catholique.

## Biographie
On ne sait à peu près rien de sa vie, si ce n'est qu'il a exercé la charge épiscopale à Poitiers quelque temps avant saint Hilaire. La liste des premiers évêques de Poitiers est très incertaine, car la plupart n'ont laissé aucune trace et les listes fournies ne sont pas cohérentes entre elles. Certaines font d'Agon le troisième, d'autres le quatrième, d'autres le cinquième évêque de Poitiers. C'est en tout cas le premier dont l'existence historique fait consensus.

## Culte
Il était autrefois fêté spécifiquement le 18 août, puis simplement honoré conjointement aux autres saints évêques de Poitiers le 20 janvier. Aujourd'hui il n'est plus explicitement mentionné parmi les évêques fêtés le 20 janvier dans le calendrier du diocèse, sans doute à cause du flou qui entoure sa vie.
Il existait à Poitiers au moins jusqu'au XVIIe siècle une antique chapelle à son nom, depuis détruite.